# Portugal nos Jogos Olímpicos de Verão de 2020
Portugal competiu nos Jogos Olímpicos de Verão de 2020 em Tóquio. Originalmente programados para ocorrer entre 24 de julho e 9 de agosto de 2020, os Jogos foram adiados para 23 de julho a 8 de agosto de 2021, devido à pandemia COVID-19. Os atletas portugueses têm competido em todas as edições dos Jogos Olímpicos de Verão desde a estreia de Portugal nos Jogos Olímpicos de 1912.
A edição dos Jogos de Tóquio 2020 foi a melhor participação de Portugal na competição.

## Atletas
A seguir está a lista do número de atletas que participam nos Jogos:
| Desporto      | Homens | Mulheres | Total |
| ------------- | ------ | -------- | ----- |
| Andebol       | 14     | 0        | 14    |
| Atletismo     | 7      | 13       | 20    |
| Canoagem      | 6      | 2        | 8     |
| Ciclismo      | 2      | 2        | 4     |
| Hipismo       | 2      | 2        | 4     |
| Ginástica     | 1      | 1        | 2     |
| Judo          | 2      | 6        | 8     |
| Natação       | 5      | 4        | 9     |
| Remo          | 2      | 0        | 2     |
| Skate         | 1      | 0        | 1     |
| Surf          | 1      | 2        | 3     |
| Taekwondo     | 1      | 0        | 1     |
| Ténis         | 2      | 0        | 2     |
| Ténis de mesa | 3      | 2        | 5     |
| Tiro          | 1      | 0        | 1     |
| Triatlo       | 2      | 1        | 3     |
| Vela          | 4      | 1        | 5     |
| Total         | 56     | 36       | 92    |

## Conquistas

### Medalhas
Portugal obteve no total da sua participação nos Jogos Olímpicos de Tóquio 2020, 4 medalhas, sendo 2 de Bronze e 1 de prata e 1 de ouro.
| Medalha | Medalha | Atleta               | Modalidade | Prova                  | Data                |
| ------- | ------- | -------------------- | ---------- | ---------------------- | ------------------- |
| 1       | Bronze  | Jorge Fonseca        | Judo       | Homens -100kg          | 29 de julho de 2021 |
| 2       | Prata   | Patrícia Mamona      | Atletismo  | Triplo Salto Feminino  | 1 de agosto de 2021 |
| 3       | Bronze  | Fernando Pimenta     | Canoagem   | K-1 1000m masculinos   | 3 de agosto de 2021 |
| 4       | Ouro    | Pedro Pablo Pichardo | Atletismo  | Triplo Salto Masculino | 4 de agosto de 2021 |

### Diplomas olímpicos
Portugal obteve no total da sua participação nos Jogos Olímpicos de Tóquio 2020, 15 diplomas olímpicos.
Os medalhados por Portugal também obtiveram diploma olimpico.
| Atleta | Atleta                                                         | Modalidade        | Prova                        | Data                |
| ------ | -------------------------------------------------------------- | ----------------- | ---------------------------- | ------------------- |
| 1      | Catarina Costa                                                 | Judo              | -48kg feminino               | 24 de julho de 2021 |
| 2      | Gustavo Ribeiro                                                | Skate             | Street Masculino             | 25 de julho de 2021 |
| 3      | Yolanda Hopkins                                                | Surf              | Feminino                     | 26 de julho de 2021 |
| 4      | Maria Caetano • João Miguel Torrão • Rodrigo Torres            | Hipismo           | Ensino Equipas               | 27 de julho de 2021 |
| 5      | Jorge Fonseca                                                  | Judo              | Homens -100kg                | 29 de julho de 2021 |
| 6      | Auriol Dongmo                                                  | Atletismo         | Lançamento do Peso Feminino  | 1 de agosto de 2021 |
| 7      | Patrícia Mamona                                                | Atletismo         | Triplo Salto Feminino        | 1 de agosto de 2021 |
| 8      | Liliana Cá                                                     | Atletismo         | Lançamento do Disco Feminino | 2 de agosto de 2021 |
| 9      | Jorge Lima • José Costa                                        | Vela              | Skiff Masculino - 49er       | 3 de agosto de 2021 |
| 10     | Fernando Pimenta                                               | Canoagem          | K-1 1000m masculinos         | 3 de agosto de 2021 |
| 11     | Pedro Pablo Pichardo                                           | Atletismo         | Triplo Salto Masculino       | 4 de agosto de 2021 |
| 12     | Teresa Portela                                                 | Canoagem          | K1 500m Feminino             | 5 de agosto de 2021 |
| 13     | João Vieira                                                    | Atletismo         | 50km Marcha Masculina        | 6 de agosto de 2021 |
| 14     | Messias Baptista • João Ribeiro • Emanuel Silva • David Varela | Canoagem          | K4 500m                      | 7 de agosto de 2021 |
| 15     | Maria Martins                                                  | Ciclismo de pista | Omnium Feminino              | 8 de agosto de 2021 |

### Recordes

#### Recordes nacionais
| Atleta               | Modalidade | Prova                   | Data                |
| -------------------- | ---------- | ----------------------- | ------------------- |
| Francisco Santos     | Natação    | 100 m costas masculinos | 25 de julho de 2021 |
| Patrícia Mamona      | Atletismo  | Triplo Salto Feminino   | 1 de agosto de 2021 |
| Pedro Pablo Pichardo | Atletismo  | Triplo Salto Masculino  | 4 de agosto de 2021 |

#### Recorde pessoal do atleta
| Atleta           | Modalidade | Prova                    | Data                |
| ---------------- | ---------- | ------------------------ | ------------------- |
| José Paulo Lopes | Natação    | 400 m estilos masculinos | 24 de julho de 2021 |

#### Recorde da temporada do atleta
| Atleta             | Modalidade | Prova                  | Data                |
| ------------------ | ---------- | ---------------------- | ------------------- |
| Evelise Veiga      | Atletismo  | Triplo Salto Feminino  | 1 de agosto de 2021 |
| Marta Pen          | Atletismo  | 1500 metros            | 4 de agosto de 2021 |
| João Vieira        | Atletismo  | 50km marcha masculinos | 6 de agosto de 2021 |
| Ana Cabecinha      | Atletismo  | 20km marcha femininos  | 6 de agosto de 2021 |
| Catarina Ribeiro   | Atletismo  | Maratona Feminina      | 7 de agosto de 2021 |
| Carla Salomé Rocha | Atletismo  | Maratona Feminina      | 7 de agosto de 2021 |

## Andebol

### Torneio masculino
A seleção nacional masculina de andebol de Portugal qualificou-se para os Jogos Olímpicos ao garantir uma classificação entre os dois primeiros colocados na etapa de Montpellier do Torneio de Qualificação Olímpica IHF 2020, marcando a estreia olímpica portuguesa no desporto.
| Pos | Equipe    | Pts | J | V | E | D | GP  | GC  | SG  |
| --- | --------- | --- | - | - | - | - | --- | --- | --- |
| 1   | Dinamarca | 8   | 5 | 4 | 0 | 1 | 174 | 139 | +35 |
| 2   | Egito     | 8   | 5 | 4 | 0 | 1 | 154 | 134 | +20 |
| 3   | Suécia    | 8   | 5 | 4 | 0 | 1 | 144 | 142 | +2  |
| 4   | Barém     | 2   | 5 | 1 | 0 | 4 | 129 | 149 | −20 |
| 4   | Portugal  | 2   | 5 | 1 | 0 | 4 | 143 | 156 | −13 |
| 6   | Japão     | 2   | 5 | 1 | 0 | 4 | 146 | 170 | −24 |

Critérios de desempate: 1) Pontos; 2) Confronto direto; 3) Diferença de gols no confronto direto; 4) Número de gols feitos no confronto direto; 5) Diferença de gols; 6) Gols marcados; 7) Sorteio.
| 24 de julho de 2021 19:30 | Portugal | 31–37     | Egito    | Ginásio Nacional Yoyogi, Tóquio Público: 0 Árbitros: Nachevski, Nikolov |
| 24 de julho de 2021 19:30 | Ferraz 6 | (15–15)   | Hesham 7 | Ginásio Nacional Yoyogi, Tóquio Público: 0 Árbitros: Nachevski, Nikolov |
| 24 de julho de 2021 19:30 | 5× 2×    | Relatório | 2× 1×    | Ginásio Nacional Yoyogi, Tóquio Público: 0 Árbitros: Nachevski, Nikolov |

| 26 de julho de 2021 19:30 | Barém   | 25–26     | Portugal  | Ginásio Nacional Yoyogi, Tóquio Público: 0 Árbitros: Schulze, Tönnies |
| 26 de julho de 2021 19:30 | Habib 8 | (15–14)   | Portela 6 | Ginásio Nacional Yoyogi, Tóquio Público: 0 Árbitros: Schulze, Tönnies |
| 26 de julho de 2021 19:30 | 4× 1×   | Relatório | 5× 1×     | Ginásio Nacional Yoyogi, Tóquio Público: 0 Árbitros: Schulze, Tönnies |

| 28 de julho de 2021 11:00 | Suécia   | 29–28     | Portugal                 | Ginásio Nacional Yoyogi, Tóquio Público: 0 Árbitros: Raluy, Sabroso |
| 28 de julho de 2021 11:00 | Ekberg 9 | (14–14)   | Martins, Borges, Gomes 4 | Ginásio Nacional Yoyogi, Tóquio Público: 0 Árbitros: Raluy, Sabroso |
| 28 de julho de 2021 11:00 | 2× 1×    | Relatório | 6× 1×                    | Ginásio Nacional Yoyogi, Tóquio Público: 0 Árbitros: Raluy, Sabroso |

| 30 de julho de 2021 19:30 | Portugal     | 28–34     | Dinamarca   | Ginásio Nacional Yoyogi, Tóquio Público: 0 Árbitros: Nachevski, Nikolov |
| 30 de julho de 2021 19:30 | Branquinho 4 | (19–20)   | M. Hansen 9 | Ginásio Nacional Yoyogi, Tóquio Público: 0 Árbitros: Nachevski, Nikolov |
| 30 de julho de 2021 19:30 | 4× 1×        | Relatório | 3×          | Ginásio Nacional Yoyogi, Tóquio Público: 0 Árbitros: Nachevski, Nikolov |

| 1 de agosto de 2021 09:00 | Portugal                      | 30–31     | Japão       | Ginásio Nacional Yoyogi, Tóquio Público: 0 Árbitros: Brunner, Salah |
| 1 de agosto de 2021 09:00 | Ferraz, Silva, Areia, Gomes 4 | (14–16)   | R. Tokuda 6 | Ginásio Nacional Yoyogi, Tóquio Público: 0 Árbitros: Brunner, Salah |
| 1 de agosto de 2021 09:00 | 4× 2×                         | Relatório | 2×          | Ginásio Nacional Yoyogi, Tóquio Público: 0 Árbitros: Brunner, Salah |

Legenda:
- ET: Depois de tempo extra
- P – Jogo decidido por penáltis.

| Equipa   | Prova             | Fase de Grupos     | Fase de Grupos     | Fase de Grupos     | Fase de Grupos     | Fase de Grupos     | Fase de Grupos | Quartos de final   | Semifinal          | Final / BM         | Final / BM        | Posição |
| Equipa   | Prova             | Oposição Pontuação | Oposição Pontuação | Oposição Pontuação | Oposição Pontuação | Oposição Pontuação | Posição        | Oposição Pontuação | Oposição Pontuação | Oposição Pontuação | Classificação     | Posição |
| -------- | ----------------- | ------------------ | ------------------ | ------------------ | ------------------ | ------------------ | -------------- | ------------------ | ------------------ | ------------------ | ----------------- | ------- |
| Portugal | Torneio masculino | Egipto D 31-37     | Bahrein V 25-26    | Suécia D 29-28     | Dinamarca D 28-34  | Japão D 30-31      | 5º             | Não se qualificou  | Não se qualificou  | Não se qualificou  | Não se qualificou | 9º      |

## Atletismo
Os atletas portugueses atingiram ainda os padrões de entrada, quer por tempo de qualificação ou por ranking mundial, nas seguintes provas de atletismo (até um máximo de 3 atletas em cada prova) :

### Eventos de pista e estrada
| Atleta             | Prova        | Eliminatórias | Eliminatórias | Meias Finais      | Meias Finais      | Final             | Final             |
| Atleta             | Prova        | Tempo         | Posição       | Tempo             | Posição           | Tempo             | Posição           |
| ------------------ | ------------ | ------------- | ------------- | ----------------- | ----------------- | ----------------- | ----------------- |
| Carlos Nascimento  | 100 metros   | 10.37         | 45º lugar     | Não se qualificou | Não se qualificou | Não se qualificou | Não se qualificou |
| Ricardo dos Santos | 400 metros   | 46.83         | 39º lugar     | Não se qualificou | Não se qualificou | Não se qualificou | Não se qualificou |
| João Vieira        | 50 km marcha |               |               |                   |                   | 3:51:28           | 5º lugar          |

| Atleta             | Prova        | Eliminatórias | Eliminatórias | Meias-Finais      | Meias-Finais      | Final             | Final             |
| Atleta             | Prova        | Tempo         | Posição       | Tempo             | Posição           | Tempo             | Posição           |
| ------------------ | ------------ | ------------- | ------------- | ----------------- | ----------------- | ----------------- | ----------------- |
| Lorene Bazolo      | 100 metros   | 11.31         | 25º lugar     | Não se qualificou | Não se qualificou | Não se qualificou | Não se qualificou |
| Lorene Bazolo      | 200 metros   | 23.21         | 27º lugar Q   | 23.20             | 20º lugar         | Não se qualificou | Não se qualificou |
| Cátia Azevedo      | 400 metros   | 51.26         | 15º lugar Q   | 51.32             | 17º lugar         | Não se qualificou | Não se qualificou |
| Salomé Afonso      | 1500 metros  | 4:10.80       | 37º lugar     | Não se qualificou | Não se qualificou | Não se qualificou | Não se qualificou |
| Marta Pen Freitas  | 1500 metros  | 4:07.33       | 28º lugar Q*  | 4:04.15           | 19º lugar         | Não se qualificou | Não se qualificou |
| Ana Cabecinha      | 20 km marcha |               |               |                   |                   | 1:34:08           | 20º lugar         |
| Catarina Ribeiro   | Maratona     |               |               |                   |                   | 2:55:01           | 70º lugar         |
| Carla Salomé Rocha | Maratona     |               |               |                   |                   | 2:34:52           | 30º lugar         |
| Sara Moreira       | Maratona     |               |               |                   |                   | DNF               | DNF               |

* Qualificada para a semifinal após decisão do Júri de Apelo
Legenda
| Recorde mundial      | Recorde mundial (World record)               |                       | Recorde africano                      | Recorde africano (African) |                                           | Q | Classificado por posição (Qualified) |
| Recorde olímpico     | Recorde olímpico (Olympic record)            | Recorde da América    | Recorde da América (Americas)         | q                          | Classificado por melhor tempo (Qualified) |   |                                      |
| Melhor marca do ano  | Melhor marca do ano (World leading)          | Recorde asiático      | Recorde asiático (Asian)              | DNS                        | Não largou (Did not start)                |   |                                      |
| Recorde nacional     | Recorde nacional (National record)           | Recorde europeu       | Recorde europeu (European)            | DNF                        | Não terminou (Did not finish)             |   |                                      |
| Recorde pessoal      | Recorde pessoal do atleta (Personal best)    | Recorde da Oceania    | Recorde da Oceania (Oceania)          | DSQ / DQ                   | Desclassificado (Disqualified)            |   |                                      |
| Recorde da temporada | Recorde da temporada do atleta (Season best) | Recorde sul-americano | Recorde sul-americano (South America) | NM                         | Sem marca (No mark)                       |   |                                      |

### Eventos de campo
| Atleta               | Prova                       | Eliminatórias | Eliminatórias | Final             | Final             |
| Atleta               | Prova                       | Performance   | Posição       | Performance       | Posição           |
| -------------------- | --------------------------- | ------------- | ------------- | ----------------- | ----------------- |
| Francisco Belo       | Arremesso do peso masculino | 20.58         | 16º           | Não se qualificou | Não se qualificou |
| Nelson Évora         | Triplo-salto masculino      | 15.39         | 27º           | Não se qualificou | Não se qualificou |
| Tiago Pereira        | Triplo-salto masculino      | 16.71         | 16º           | Não se qualificou | Não se qualificou |
| Pedro Pablo Pichardo | Triplo-salto masculino      | 17.71         | 1º lugar Q    | 17.98             | Ouro              |

| Atleta          | Prova               | Eliminatórias | Eliminatórias | Final             | Final             |
| Atleta          | Prova               | Performance   | Posição       | Performance       | Posição           |
| --------------- | ------------------- | ------------- | ------------- | ----------------- | ----------------- |
| Patrícia Mamona | Triplo salto        | 14.54         | 4º lugar Q    | 15.01             | Prata             |
| Evelise Veiga   | Triplo salto        | 13.93         | 19º lugar     | Não se qualificou | Não se qualificou |
| Auriol Dongmo   | Arremesso do peso   | 18.80         | 8º lugar Q    | 19.57             | 4º lugar          |
| Liliana Cá      | Lançamento do disco | 62.85         | 8º lugar q    | 63.93             | 5º lugar          |
| Irina Rodrigues | Lançamento do disco | 57.03         | 25º lugar     | Não se qualificou | Não se qualificou |

Legenda
| Recorde mundial      | Recorde mundial (World record)               |                       | Recorde africano                      | Recorde africano (African) |                                           | Q | Classificado por posição (Qualified) |
| Recorde olímpico     | Recorde olímpico (Olympic record)            | Recorde da América    | Recorde da América (Americas)         | q                          | Classificado por melhor tempo (Qualified) |   |                                      |
| Melhor marca do ano  | Melhor marca do ano (World leading)          | Recorde asiático      | Recorde asiático (Asian)              | DNS                        | Não largou (Did not start)                |   |                                      |
| Recorde nacional     | Recorde nacional (National record)           | Recorde europeu       | Recorde europeu (European)            | DNF                        | Não terminou (Did not finish)             |   |                                      |
| Recorde pessoal      | Recorde pessoal do atleta (Personal best)    | Recorde da Oceania    | Recorde da Oceania (Oceania)          | DSQ / DQ                   | Desclassificado (Disqualified)            |   |                                      |
| Recorde da temporada | Recorde da temporada do atleta (Season best) | Recorde sul-americano | Recorde sul-americano (South America) | NM                         | Sem marca (No mark)                       |   |                                      |

## Canoagem

### Slalom
Portugal qualificou um canoísta para a classe masculina K-1 ao terminar entre os dezoito primeiros lugares no Campeonato Mundial ICF de Canoagem Slalom 2019 em La Seu d'Urgell, Espanha.
| Atleta         | Prova         | Eliminatórias | Eliminatórias | Eliminatórias | Eliminatórias | Eliminatórias | Eliminatórias | Meias-Finais | Meias-Finais | Final | Final   | Posição Geral |
| Atleta         | Prova         | Corrida 1     | Corrida 1     | Corrida 2     | Corrida 2     | Melhor        | Posição       | Meias-Finais | Meias-Finais | Final | Final   | Posição Geral |
| Atleta         | Prova         | Tempo         | Posição       | Tempo         | Posição       | Melhor        | Posição       | Tempo        | Posição      | Tempo | Posição | Posição Geral |
| -------------- | ------------- | ------------- | ------------- | ------------- | ------------- | ------------- | ------------- | ------------ | ------------ | ----- | ------- | ------------- |
| Antoine Launay | K-1 Masculino | 95.68         | 10º           | 93.50         | 11º           | 93.50         | 11° lugar Q   | 98.88        | 11º lugar    |       |         | 11º lugar     |

Legenda da qualificação: Q = Qualificação

### Sprint
Os canoístas portugueses qualificaram três barcos em cada uma das seguintes distâncias para os Jogos durante o Campeonato Mundial de Canoagem Velocidade 2019 em Szeged, Hungria.
| Atleta                                                   | Prova      | Eliminatórias | Eliminatórias   | Quartos de final | Quartos de final | Meias-Finais | Meias-Finais | Final    | Final    | Final    | Final   | Posição Geral |
| Atleta                                                   | Prova      | Eliminatórias | Eliminatórias   | Tempo            | Classificação    | Meias-Finais | Meias-Finais | Final B  | Final B  | Final A  | Final A | Posição Geral |
| Atleta                                                   | Prova      | Tempo         | Posição         |                  |                  | Tempo        | Posição      | Tempo    | Posição  | Tempo    | Posição | Posição Geral |
| -------------------------------------------------------- | ---------- | ------------- | --------------- | ---------------- | ---------------- | ------------ | ------------ | -------- | -------- | -------- | ------- | ------------- |
| Fernando Pimenta                                         | K-1 1000 m | 3:40.323      | 1º lugar Q      |                  |                  | 3:33.420 OB  | 2° lugar Q   |          |          | 3:22.478 | Bronze  | Bronze        |
| Messias Baptista João Ribeiro Emanuel Silva David Varela | K-4 500 m  | 1:25.515      | 5º lugar Q (QF) | 1:24.325         | 4º lugar Q       | 1:25.268     | 3º lugar Q   | 1:25.324 | 8º lugar | 8º lugar |         |               |

| Atleta            | Prova     | Eliminatórias | Eliminatórias   | Quartos de final | Quartos de final | Meias-Finais      | Meias-Finais      | Final             | Final             | Final             | Final             | Posição Geral |
| Atleta            | Prova     | Eliminatórias | Eliminatórias   | Quartos de final | Quartos de final | Meias-Finais      | Meias-Finais      | Final B           | Final B           | Final A           | Final A           | Posição Geral |
| Atleta            | Prova     | Tempo         | Posição         | Tempo            | Posição          | Tempo             | Posição           | Tempo             | Posição           | Tempo             | Posição           | Posição Geral |
| ----------------- | --------- | ------------- | --------------- | ---------------- | ---------------- | ----------------- | ----------------- | ----------------- | ----------------- | ----------------- | ----------------- | ------------- |
| Joana Vasconcelos | K-1 200m  | 43.059        | 5º lugar Q (QF) | 43.379           | 4º lugar         | Não se qualificou | Não se qualificou | Não se qualificou | Não se qualificou | Não se qualificou | Não se qualificou | 23º lugar     |
| Joana Vasconcelos | K-1 500m  | 1:57.513      | 5º lugar Q (QF) | 1:56.622         | 6º lugar         | Não se qualificou | Não se qualificou | Não se qualificou | Não se qualificou | Não se qualificou | Não se qualificou | 37º lugar     |
| Teresa Portela    | K-1 200 m | 42.050        | 2° lugar Q      |                  |                  | 39.301            | 6º lugar          | 39.562            | 1º lugar          | Não se qualificou | Não se qualificou | 10º lugar     |
| Teresa Portela    | K-1 500m  | 1:48.727      | 2º lugar Q      | 1:52.557 Q       | 2º lugar         |                   |                   | 1:55.814          | 7º lugar          | 7º lugar          |                   |               |

Legenda da qualificação: FA = Qualificação para a final (medalha); FB = Qualificação para a final B (sem medalha ); OB = Melhor Tempo Olímpico( Na canoagem e no remo não existe a categoria de Recorde Olímpico)

## Ciclismo

### Ciclismo de estrada
Portugal inscreveu dois atletas para competir na prova olímpica masculina de estrada, em virtude da sua classificação entre os 50 primeiros nacionais (para homens) no Ranking Mundial da UCI.
| Atleta          | Prova              | Tempo    | Posição   |
| --------------- | ------------------ | -------- | --------- |
| Nelson Oliveira | Corrida de estrada | 6:15:38  | 41º lugar |
| Nelson Oliveira | Contrarrelógio     | 58:59.22 | 21º lugar |
| João Almeida    | Corrida de estrada | 6:09:04  | 13º lugar |
| João Almeida    | Contrarrelógio     | 58:33.97 | 16º lugar |

### Pista
Após a conclusão do Campeonato Mundial de Ciclismo de Pista da UCI em 2020, Portugal inscreveu uma ciclista para competir no Omnium feminino com base na sua classificação final individual olímpica da UCI.

#### Omnium
| Atleta        | Prova  | Corrida de scratch | Corrida de scratch | Corrida de tempo | Corrida de tempo | Corrida de eliminação | Corrida de eliminação | Corrida por pontos | Corrida por pontos | Total de pontos | Posição  |
| Atleta        | Prova  | Posição            | Pontos             | Posição          | Pontos           | Posição               | Pontos                | Posição            | Pontos             | Total de pontos | Posição  |
| ------------- | ------ | ------------------ | ------------------ | ---------------- | ---------------- | --------------------- | --------------------- | ------------------ | ------------------ | --------------- | -------- |
| Maria Martins | Omnium | 6º lugar           | 30                 | 7º lugar         | 26               | 6º lugar              | 32                    | 7º lugar           | 7                  | 95              | 7º lugar |

### Ciclismo de montanha
Portugal qualificou-se com um ciclista de montanha, com base no Campeonato Mundial de Mountain Bike da UCI 2019.
| Atleta         | Prova         | Tempo   | Posição   |
| -------------- | ------------- | ------- | --------- |
| Raquel Queirós | Cross-country | 1:27:46 | 27º lugar |

## Equestre
Portugal convocou uma equipa de três cavaleiros equestres para a competição de ensino por equipas olímpicas, terminando em oitavo da geral e garantindo a última das três vagas disponíveis para o Grupo A e B no Campeonato Europeu em Roterdão, Países Baixos. Entretanto, um cavaleiro de salto foi adicionado ao plantel português ao terminar entre os dois primeiros, fora da seleção de grupos, dos Rankings Olímpicos individuais da FEI para o Grupo B (Sudoeste da Europa).

### Ensino
A equipa portuguesa de ensino foi nomeada a 11 de junho de 2021. Carlos Pinto e Sultão Menezes foram eleitos as reservas itinerantes.
| Atleta                                          | Cavalo         | Prova      | Grande Prémio | Grande Prémio | Grande Prémio Especial | Grande Prémio Especial | Grand Prix Freestyle | Grand Prix Freestyle | Classificação geral | Classificação geral |
| Atleta                                          | Cavalo         | Prova      | Pontuação     | Classificação | Pontuação              | Classificação          | Técnico              | Artístico            | Pontuação           | Classificação       |
| ----------------------------------------------- | -------------- | ---------- | ------------- | ------------- | ---------------------- | ---------------------- | -------------------- | -------------------- | ------------------- | ------------------- |
| Maria Caetano                                   | Fenix de Tineo | Individual | 70.311        | 27º lugar     |                        |                        | Não se qualificou    | Não se qualificou    | Não se qualificou   | Não se qualificou   |
| João Miguel Torrão                              | Equador        | Individual | 70.186        | 29º lugar     |                        |                        | Não se qualificou    | Não se qualificou    | Não se qualificou   | Não se qualificou   |
| Rodrigo Torres                                  | Fogoso         | Individual | 72.624        | 5º q          |                        |                        | 74.143               | 83.743               | 78.943              | 16º                 |
| Maria Caetano João Miguel Torrão Rodrigo Torres | Ver em cima    | Equipa     | 6862,5        | 6º Q          | 6965.5                 | 8º                     |                      |                      |                     |                     |

Legenda da qualificação: Q =  Qualificado para a final; q = Qualificado por pontuação

### Salto de Obstáculos
| Atleta        | Cavalo            | Evento     | Qualificação | Qualificação | Qualificação  | Final | Final       | Final         |
| Atleta        | Cavalo            | Evento     | Tempo        | Penalidades  | Classificação | Tempo | Penalidades | Classificação |
| ------------- | ----------------- | ---------- | ------------ | ------------ | ------------- | ----- | ----------- | ------------- |
| Luciana Diniz | Vertigo du Desert | Individual | 85.62        | 0            | 1º (8º) Q     | 84.69 | 4           | 10º lugar     |

Legenda da qualificação: Q =  Qualificado para a final; q = Qualificado por pontuação

## Ginástica

### Artística
Portugal inscreveu uma ginasta artística na competição olímpica. A olímpica do Rio 2016 Ana Filipa Martins garantiu uma vaga nas provas individuais femininas versáteis e de aparelhos, ao terminar em último lugar entre as vinte ginastas elegíveis para a qualificação para o Mundial 2019, em Estugarda, na Alemanha.
| Atleta             | Evento     | Qualificação | Qualificação | Qualificação | Qualificação           | Qualificação | Qualificação | Final             | Final             | Final             | Final                  | Final             | Final             |
| Atleta             | Evento     | Aparelho     | Aparelho     | Aparelho     | Aparelho               | Total        | Posição      | Aparelho          | Aparelho          | Aparelho          | Aparelho               | Total             | Posição           |
| Atleta             | Evento     | Salto        | Trave        | Solo         | Paralelas Assimétricas | Total        | Posição      | Salto             | Trave             | Solo              | Paralelas Assimétricas | Total             | Posição           |
| ------------------ | ---------- | ------------ | ------------ | ------------ | ---------------------- | ------------ | ------------ | ----------------- | ----------------- | ----------------- | ---------------------- | ----------------- | ----------------- |
| Ana Filipa Martins | All-around | 13.466       | 11.866       | 12.666       | 14.300                 | 52.298       | 43º lugar    | Não se qualificou | Não se qualificou | Não se qualificou | Não se qualificou      | Não se qualificou | Não se qualificou |

### Trampolim
Portugal inscreveu uma ginasta de cama elástica na competição olímpica. O atleta olímpico do Rio 2016, Diogo Abreu, conquistou a vaga olímpica na prova masculina da Copa do Mundo FIG 2021, em Bréscia.
| Atleta      | Evento    | Qualificação | Qualificação | Qualificação | Qualificação | Final             | Final             |
| Atleta      | Evento    | Pontuação    | Pontuação    | Total        | Posição      | Pontuação         | Posição           |
| Atleta      | Evento    | 1º mão       | 2º mão       | Total        | Posição      | Pontuação         | Posição           |
| ----------- | --------- | ------------ | ------------ | ------------ | ------------ | ----------------- | ----------------- |
| Diogo Abreu | masculino | 52.135       | 41.285       | 93.420       | 11º lugar    | Não se qualificou | Não se qualificou |

## Judo
Portugal qualificou oito judocas para cada uma das seguintes categorias de peso nos Jogos.
| Atleta        | Prova             | Ronda dos 32              | Oitavos de final      | Quartos de final     | Repescagem           | Meias-Finais         | Final / BM          | Final / BM        | Posição   |
| Atleta        | Prova             | Adversário Resultado      | Adversário Resultado  | Adversário Resultado | Adversário Resultado | Adversário Resultado | Oposição Resultado  | Classificação     | Posição   |
| ------------- | ----------------- | ------------------------- | --------------------- | -------------------- | -------------------- | -------------------- | ------------------- | ----------------- | --------- |
| Anri Egutidze | - 81kg masculinos | Shamil Borchashvili D 0-1 | Não se qualificou     | Não se qualificou    | Não se qualificou    | Não se qualificou    | Não se qualificou   | Não se qualificou | 17º lugar |
| Jorge Fonseca | −100kg masculinos |                           | Toma Nikiforov V 10-0 | Niiaz Iliasov V 1-0  |                      | Guham Cho D 0-1      | Shady Elnahas V 1-0 | Bronze            | Bronze    |

| Atleta           | Prova            | Ronda dos 32                    | Oitavos de final         | Quartos de final     | Repescagem           | Meias-Finais         | Final / BM                  | Final / BM        | Posição |
| Atleta           | Prova            | Adversário Resultado            | Adversário Resultado     | Adversário Resultado | Adversário Resultado | Adversário Resultado | Oposição Resultado          | Classificação     | Posição |
| ---------------- | ---------------- | ------------------------------- | ------------------------ | -------------------- | -------------------- | -------------------- | --------------------------- | ----------------- | ------- |
| Catarina Costa   | - 48kg femininos | Aisha Gurbanli V 1-0            | Li Yanan V 10-0          | Daria Bilodid D 0-10 | Paula Pareto V 1-0   |                      | Urantsetseg Munkhbat D 0-10 | 5º                | 5º      |
| Joana Ramos      | - 52kg femininos | Angelica Delgado D 0-10         | Não se qualificou        | Não se qualificou    | Não se qualificou    | Não se qualificou    | Não se qualificou           | Não se qualificou | 17º     |
| Telma Monteiro   | - 57kg femininos | Zouleiha Abzetta Dabonne V 10-0 | Julia Kowalczyk D 0-10   | Não se qualificou    | Não se qualificou    | Não se qualificou    | Não se qualificou           | Não se qualificou | 9º      |
| Bárbara Timo     | - 70kg femininos | Ebony Drysdale Daley V 10-0     | Barbara Matic D 0-10     | Não se qualificou    | Não se qualificou    | Não se qualificou    | Não se qualificou           | Não se qualificou | 9º      |
| Patrícia Sampaio | - 78kg femininos | Karen Leon V 10-0               | Anna-Maria Wagner D 0-10 | Não se qualificou    | Não se qualificou    | Não se qualificou    | Não se qualificou           | Não se qualificou | 9º      |
| Rochele Nunes    | +78kg femininos  | Melissa Mojica V 1-0            | Idalys Ortiz D 0-1       | Não se qualificou    | Não se qualificou    | Não se qualificou    | Não se qualificou           | Não se qualificou | 9º      |

Legenda: V = Venceu; D= Derrotado(a)

## Natação
Os nadadores portugueses alcançaram ainda os mínimos olímpicos nas seguintes provas (até um máximo de 2 nadadores por prova no Tempo de Qualificação Olímpica (OQT) e, potencialmente, 1 no Tempo de Seleção Olímpica (OST)):
| Atleta           | Prova                         | Eliminatórias | Eliminatórias | Meias-Finais      | Meias-Finais      | Final             | Final             |
| Atleta           | Prova                         | Tempo         | Posição       | Tempo             | Posição           | Tempo             | Posição           |
| ---------------- | ----------------------------- | ------------- | ------------- | ----------------- | ----------------- | ----------------- | ----------------- |
| Francisco Santos | 100m costas masculinos        | 54.35         | 28º lugar     | Não se qualificou | Não se qualificou | Não se qualificou | Não se qualificou |
| Francisco Santos | 200m costas masculinos        | 1:58.58       | 22º lugar     | Não se qualificou | Não se qualificou | Não se qualificou | Não se qualificou |
| Gabriel Lopes    | 200m estilos masculinos       | 1:58.56       | 21º lugar     | Não se qualificou | Não se qualificou | Não se qualificou | Não se qualificou |
| Alexis Santos    | 200m estilos masculinos       | 1:59.32       | 28º lugar     | Não se qualificou | Não se qualificou | Não se qualificou | Não se qualificou |
| José Paulo Lopes | 800m livres masculinos        | 7:56.15       | 23º lugar     |                   |                   | Não se qualificou | Não se qualificou |
| José Paulo Lopes | 400m estios masculinos        | 4:16.52       | 20º lugar     | Não se qualificou | Não se qualificou |                   |                   |
| Tiago Campos     | 10km águas abertas masculinos |               |               |                   |                   | 1:59:42.0         | 23º lugar         |

| Atleta         | Prova                        | Eliminatórias | Eliminatórias | Meias-Finais      | Meias-Finais      | Final             | Final             |
| Atleta         | Prova                        | Tempo         | Posição       | Tempo             | Posição           | Tempo             | Posição           |
| -------------- | ---------------------------- | ------------- | ------------- | ----------------- | ----------------- | ----------------- | ----------------- |
| Diana Durães   | 1500m livres femininos       | 16: 29.15     | 23º lugar     |                   |                   | Não se qualificou | Não se qualificou |
| Tamila Holub   | 1500m livres femininos       | 8:45.36       | 24º lugar     | Não se qualificou | Não se qualificou |                   |                   |
| Tamila Holub   | 800m estilos femininos       | 8:40.04       | 25º lugar     | Não se qualificou | Não se qualificou | Não se qualificou | Não se qualificou |
| Ana Monteiro   | 200 m individuais            | 2:11.45       | 14º lugar Q   | 2:09.82           | 11º lugar         | Não se qualificou | Não se qualificou |
| Angélica André | 10km águas abertas femininos |               |               |                   |                   | 2:04:40.7         | 17º lugar         |

Legenda
| Recorde mundial      | Recorde mundial (World record)               |                       | Recorde africano                      | Recorde africano (African) |                                           | Q | Classificado por posição (Qualified) |
| Recorde olímpico     | Recorde olímpico (Olympic record)            | Recorde da América    | Recorde da América (Americas)         | q                          | Classificado por melhor tempo (Qualified) |   |                                      |
| Melhor marca do ano  | Melhor marca do ano (World leading)          | Recorde asiático      | Recorde asiático (Asian)              | DNS                        | Não largou (Did not start)                |   |                                      |
| Recorde nacional     | Recorde nacional (National record)           | Recorde europeu       | Recorde europeu (European)            | DNF                        | Não terminou (Did not finish)             |   |                                      |
| Recorde pessoal      | Recorde pessoal do atleta (Personal best)    | Recorde da Oceania    | Recorde da Oceania (Oceania)          | DSQ / DQ                   | Desclassificado (Disqualified)            |   |                                      |
| Recorde da temporada | Recorde da temporada do atleta (Season best) | Recorde sul-americano | Recorde sul-americano (South America) | NM                         | Sem marca (No mark)                       |   |                                      |

## Remo
Portugal qualificou-se com um barco na categoria leve duplo masculino para os Jogos ao ganhar a medalha de prata e garantir o primeiro de dois lugares disponíveis na Regata Europeia de Qualificação Olímpica FISA 2021 em Varese, Itália.
| Atleta                   | Prova                         | Eliminatórias | Eliminatórias | Repescagem | Repescagem    | Semifinais | Semifinais    | Final C | Final C       | Final               | Final               | Posição   |
| Atleta                   | Prova                         | Tempo         | Classificação | Tempo      | Classificação | Tempo      | Classificação | Tempo   | Classificação | Tempo               | Classificação       | Posição   |
| ------------------------ | ----------------------------- | ------------- | ------------- | ---------- | ------------- | ---------- | ------------- | ------- | ------------- | ------------------- | ------------------- | --------- |
| Pedro Fraga Afonso Costa | Sculls duplos leves masculino | 6: 44.09      | 3º R          | 6: 36,95   | 4º FC         |            |               | 6:24.44 | 1º            | Não se qualificaram | Não se qualificaram | 13º lugar |

Legenda
| Recorde mundial      | Recorde mundial (World record)               |                       | Recorde africano                      | Recorde africano (African) |                                           | Q | Classificado por posição (Qualified) |
| Recorde olímpico     | Recorde olímpico (Olympic record)            | Recorde da América    | Recorde da América (Americas)         | q                          | Classificado por melhor tempo (Qualified) |   |                                      |
| Melhor marca do ano  | Melhor marca do ano (World leading)          | Recorde asiático      | Recorde asiático (Asian)              | DNS                        | Não largou (Did not start)                |   |                                      |
| Recorde nacional     | Recorde nacional (National record)           | Recorde europeu       | Recorde europeu (European)            | DNF                        | Não terminou (Did not finish)             |   |                                      |
| Recorde pessoal      | Recorde pessoal do atleta (Personal best)    | Recorde da Oceania    | Recorde da Oceania (Oceania)          | DSQ / DQ                   | Desclassificado (Disqualified)            |   |                                      |
| Recorde da temporada | Recorde da temporada do atleta (Season best) | Recorde sul-americano | Recorde sul-americano (South America) | NM                         | Sem marca (No mark)                       |   |                                      |

### Remo
| S | Classificado(a) para as semifinais |    |                        | FA | Final A (disputa de medalhas) |  |  | FD | Final D (sem medalhas) |
| Q | Classificado(a) para as quartas    | FB | Final B (sem medalhas) | FE | Final E (sem medalhas)        |  |  |    |                        |
| R | Classificado(a) para a repescagem  | FC | Final C (sem medalhas) | FF | Final F (sem medalhas)        |  |  |    |                        |

## Skate
Portugal inscreveu um skater na competição olímpica. Gustavo Ribeiro reservou uma vaga no evento masculino de rua por estar entre os 16 melhores skaters de rua no ranking mundial de skate olímpico em 30 de junho de 2021.
| Atleta          | Evento           | Eliminatórias preliminares | Eliminatórias preliminares | Final  | Final    |
| Atleta          | Evento           | Pontos                     | Posição                    | Pontos | Posição  |
| --------------- | ---------------- | -------------------------- | -------------------------- | ------ | -------- |
| Gustavo Ribeiro | Street masculina | 32.66                      | 8º Q                       | 15.05  | 8º lugar |

Legenda
| Recorde mundial      | Recorde mundial (World record)               |                       | Recorde africano                      | Recorde africano (African) |                                           | Q | Classificado por posição (Qualified) |
| Recorde olímpico     | Recorde olímpico (Olympic record)            | Recorde da América    | Recorde da América (Americas)         | q                          | Classificado por melhor tempo (Qualified) |   |                                      |
| Melhor marca do ano  | Melhor marca do ano (World leading)          | Recorde asiático      | Recorde asiático (Asian)              | DNS                        | Não largou (Did not start)                |   |                                      |
| Recorde nacional     | Recorde nacional (National record)           | Recorde europeu       | Recorde europeu (European)            | DNF                        | Não terminou (Did not finish)             |   |                                      |
| Recorde pessoal      | Recorde pessoal do atleta (Personal best)    | Recorde da Oceania    | Recorde da Oceania (Oceania)          | DSQ / DQ                   | Desclassificado (Disqualified)            |   |                                      |
| Recorde da temporada | Recorde da temporada do atleta (Season best) | Recorde sul-americano | Recorde sul-americano (South America) | NM                         | Sem marca (No mark)                       |   |                                      |

## Surf
Portugal enviou três surfistas para competir nos Jogos. Frederico Morais garantiu uma vaga de qualificação no evento de shortboard masculino para seu país, como o surfista mais bem classificado da Europa no ISA World Surfing Games 2019 em Miyazaki, Japão. Teresa Bonvalot e Yolanda Sequeira garantiram as duas vagas olímpicas para a sua nação no evento de shortboard feminino ao terminar entre os 7 melhores surfistas elegíveis nos Jogos Mundiais de Surf ISA 2021 em Surf City, El Salvador.
| Atleta           | Prova                   | Ronda 1                                             | Repescagem                                                   | Oitavos de final                            | Quartos de final                            | Semifinal                                   | Final / BM                                  | Final / BM                                  | Posição                                     |
| Atleta           | Prova                   | Oposição Resultado                                  | Oposição Resultado                                           | Oposição Resultado                          | Oposição Resultado                          | Oposição Resultado                          | Oposição Resultado                          | Classificação                               | Posição                                     |
| ---------------- | ----------------------- | --------------------------------------------------- | ------------------------------------------------------------ | ------------------------------------------- | ------------------------------------------- | ------------------------------------------- | ------------------------------------------- | ------------------------------------------- | ------------------------------------------- |
| Frederico Morais | Prancha curta masculina | Não participou por ter contraido a Covid-19         | Não participou por ter contraido a Covid-19                  | Não participou por ter contraido a Covid-19 | Não participou por ter contraido a Covid-19 | Não participou por ter contraido a Covid-19 | Não participou por ter contraido a Covid-19 | Não participou por ter contraido a Covid-19 | Não participou por ter contraido a Covid-19 |
| Teresa Bonvalot  | Prancha curta feminina  | Carissa Moore Daniella Rosas Dominic Barona 2º Q    |                                                              | Silvana Lima D 7.50 - 12.17                 | Não se qualificou                           | Não se qualificou                           | Não se qualificou                           | Não se qualificou                           | 9º lugar                                    |
| Yolanda Hopkins  | Prancha curta feminina  | Caroline Marks Leilani Mcgonagle Ella Williams 4º R | Pauline Ado Sofia Mulanovich Anat Lelior Daniella Rosas 1º Q | Johanne Defay V 10.84 - 9.40                | Bianca Buitendag D 5.46 - 9.50              | Não se qualificou                           | Não se qualificou                           | Não se qualificou                           | 5º lugar                                    |

Legenda: V = Venceu; D= Derrotado(a)
Legenda
| Recorde mundial      | Recorde mundial (World record)               |                       | Recorde africano                      | Recorde africano (African) |                                           | Q | Classificado por posição (Qualified) |
| Recorde olímpico     | Recorde olímpico (Olympic record)            | Recorde da América    | Recorde da América (Americas)         | q                          | Classificado por melhor tempo (Qualified) |   |                                      |
| Melhor marca do ano  | Melhor marca do ano (World leading)          | Recorde asiático      | Recorde asiático (Asian)              | DNS                        | Não largou (Did not start)                |   |                                      |
| Recorde nacional     | Recorde nacional (National record)           | Recorde europeu       | Recorde europeu (European)            | DNF                        | Não terminou (Did not finish)             |   |                                      |
| Recorde pessoal      | Recorde pessoal do atleta (Personal best)    | Recorde da Oceania    | Recorde da Oceania (Oceania)          | DSQ / DQ                   | Desclassificado (Disqualified)            |   |                                      |
| Recorde da temporada | Recorde da temporada do atleta (Season best) | Recorde sul-americano | Recorde sul-americano (South America) | NM                         | Sem marca (No mark)                       |   |                                      |

## Taekwondo
Portugal inscreveu um atleta na competição de taekwondo nos Jogos. O atleta olímpico Rio 2016 e duplo medalhista mundial Rui Bragança garantiu a vaga nos -58kg masculinos com uma classificação entre os dois primeiros no Torneio Europeu de Qualificação Olímpica de Taekwondo de 2021 em Sófia, Bulgária.
| Atleta       | Prova            | Oitavos de final            | Quartos de final     | Meias-Finais         | Repescagem           | Final / BM                   | Final / BM        | Posição   |
| Atleta       | Prova            | Adversário Resultado        | Adversário Resultado | Adversário Resultado | Adversário Resultado | Adversário Resultado Posição |                   | Posição   |
| ------------ | ---------------- | --------------------------- | -------------------- | -------------------- | -------------------- | ---------------------------- | ----------------- | --------- |
| Rui Bragança | - 58kg masculino | Adrian Vicente Yunta D 9-24 | Não se qualificou    | Não se qualificou    | Não se qualificou    | Não se qualificou            | Não se qualificou | 11º lugar |

Legenda: V = Venceu; D= Derrotado(a)

## Ténis
Portugal inscreveu dois tenistas no torneio olímpico.
| Atleta                 | Prova                | Ronda dos 64                            | Ronda dos 32                             | Ronda dos 16         | Quartos de final     | Meias-Finais         | Final / MB           | Final / MB          | Posição   |
| Atleta                 | Prova                | Adversário Resultado                    | Adversário Resultado                     | Adversário Resultado | Adversário Resultado | Adversário Resultado | Adversário Resultado | Posição             | Posição   |
| ---------------------- | -------------------- | --------------------------------------- | ---------------------------------------- | -------------------- | -------------------- | -------------------- | -------------------- | ------------------- | --------- |
| Pedro Sousa            | Singulares masculino | Alejandro Davidovich Fokina D 6-3 e 6-0 | Não se qualificou                        | Não se qualificou    | Não se qualificou    | Não se qualificou    | Não se qualificou    | Não se qualificou   | 33º lugar |
| João Sousa             | Singulares masculino | Tomas Machac D 7-6/ 4-6 / 4-6           | Não se qualificou                        | Não se qualificou    | Não se qualificou    | Não se qualificou    | Não se qualificou    | Não se qualificou   | 33º lugar |
| Pedro Sousa João Sousa | Pares masculino      |                                         | Ben McLachlan/ Kei Nishikori D 6-1 e 6-4 | Não se qualificaram  | Não se qualificaram  | Não se qualificaram  | Não se qualificaram  | Não se qualificaram | 17º lugar |

Legenda: V = Venceu; D= Derrotado(a)

## Ténis de mesa
Portugal inscreveu cinco atletas na competição de ténis de mesa nos Jogos. A equipa masculina garantiu uma vaga, avançando para os quartos de final do Evento de Qualificação Olímpica Mundial de 2020 em Gondomar, permitindo um máximo de duas entradas para competir no torneio individual masculino. Enquanto isso, a atleta olímpica Fu Yu, conquistou uma vitória definitiva na semifinal ao reservar uma das três vagas olímpicas disponíveis nos singulares femininos nos Jogos Europeus de 2019 em Minsk, Bielorrússia.
| Atleta                                      | Prova                | Preliminares         | Ronda 1              | Ronda 2              | Ronda 3               | Ronda dos 16         | Quartos de final     | Meias-Finais         | Final / MB           | Final / MB          | Posição   |
| Atleta                                      | Prova                | Adversário Resultado | Adversário Resultado | Adversário Resultado | Adversário Resultado  | Adversário Resultado | Adversário Resultado | Adversário Resultado | Adversário Resultado | Posição             | Posição   |
| ------------------------------------------- | -------------------- | -------------------- | -------------------- | -------------------- | --------------------- | -------------------- | -------------------- | -------------------- | -------------------- | ------------------- | --------- |
| Marcos Freitas                              | Individual masculino |                      |                      |                      | Daniel Habesohn V 4-3 | Zhendong Fan D 1-4   | Não se qualificou    | Não se qualificou    | Não se qualificou    | Não se qualificou   | 9º lugar  |
| Tiago Apolónia                              | Individual masculino |                      | O. Omotayo V 4-0     | Kamal Achanta D 2-4  | Não se qualificou     | Não se qualificou    | Não se qualificou    | Não se qualificou    | Não se qualificou    | Não se qualificou   | 33º lugar |
| Tiago Apolónia Marcos Freitas João Monteiro | Equipa masculina     |                      |                      |                      |                       | Alemanha D 0-3       | Não se qualificaram  | Não se qualificaram  | Não se qualificaram  | Não se qualificaram | 9º lugar  |

| Atleta     | Prova               | Preliminares         | Ronda 1              | Ronda 2                  | Ronda 3              | Ronda dos 16         | Quartos de final     | Meias-Finais         | Final / MB           | Final / MB        | Posição   |
| Atleta     | Prova               | Adversário Resultado | Adversário Resultado | Adversário Resultado     | Adversário Resultado | Adversário Resultado | Adversário Resultado | Adversário Resultado | Adversário Resultado | Posição           | Posição   |
| ---------- | ------------------- | -------------------- | -------------------- | ------------------------ | -------------------- | -------------------- | -------------------- | -------------------- | -------------------- | ----------------- | --------- |
| Fu Yu      | Individual feminino |                      |                      | Sutirtha Mukherjee V 4-0 | Mima Ito D 1-4       | Não se qualificou    | Não se qualificou    | Não se qualificou    | Não se qualificou    | Não se qualificou | 17º lugar |
| Jieni Shao | Individual feminino |                      | C. Källberg V 4-3    | Mengyu Yu D 4-0          | Não se qualificou    | Não se qualificou    | Não se qualificou    | Não se qualificou    | Não se qualificou    | Não se qualificou | 33º lugar |

Legenda: V = Venceu; D= Derrotado(a)

## Tiro
Os atiradores portugueses conseguiram cota de lugares para os seguintes eventos em virtude dos seus melhores resultados no ISSF World Championships 2018, na ISSF World Cup Series 2019, nos Campeonatos ou Jogos Europeus e no European Qualifying Tournament, desde que obtivessem uma pontuação mínima de qualificação (MQS) até 31 de maio de 2020.
| Atleta             | Prova          | Eliminatórias | Eliminatórias | Final             | Final             |
| Atleta             | Prova          | Pontuação     | Posição       | Pontuação         | Posição           |
| ------------------ | -------------- | ------------- | ------------- | ----------------- | ----------------- |
| João Paulo Azevedo | Trap masculina | 120           | 20° lugar     | Não se qualificou | Não se qualificou |

## Triatlo
Portugal conquistou três vagas nas provas de triatlo de Tóquio após o encerramento do Ranking Olímpico de Triatlo a 13 de junho de 2021.
| Atleta       | Prova     | Natação (1.5 km) | Transição 1 | Ciclismo (40 km) | Transição 2 | Corrida (10 km) | Total   | Posição   |
| Atleta       | Prova     | Tempo            | Tempo       | Tempo            | Tempo       | Tempo           | Tempo   | Tempo     |
| ------------ | --------- | ---------------- | ----------- | ---------------- | ----------- | --------------- | ------- | --------- |
| João Pereira | Masculino | 17:56            | 18:34       | 1:15:05          | 1:15:36     | 1:48:03         | 1:48:03 | 27º lugar |
| João Silva   | Masculino | 17:55            | 18:36       | 1:15:06          | 1:15:37     | 1:47:30         | 1:47:30 | 23° lugar |

| Atleta         | Prova    | Natação (1.5 km) | Transição 1 | Ciclismo (40 km) | Transição 2 | Corrida (10 km) | Total   | Posição    |
| Atleta         | Prova    | Tempo            | Tempo       | Tempo            | Tempo       | Tempo           | Tempo   | Tempo      |
| -------------- | -------- | ---------------- | ----------- | ---------------- | ----------- | --------------- | ------- | ---------- |
| Melanie Santos | Feminino | 19:32            | 20:13       | 1:25:20          | 1:25:53     | 2:02:06         | 2:02:06 | 22 ° lugar |

## Vela
Os velejadores portugueses qualificaram-se com uma regata em cada uma das seguintes classes através do Campeonato do Mundo de Vela de 2018, do Mundial associado à classe e das regatas continentais.
| Atleta                  | Prova          | Regata 1  | Regata 2  | Regata 3  | Regata 4  | Regata 5  | Regata 6  | Regata 7  | Regata 8  | Regata 9  | Regata 10 | Regata 11 | Regata 12 | Medal Race          | Posição             | Total     | Total     |
| Atleta                  | Prova          | Pontuação | Pontuação | Pontuação | Pontuação | Pontuação | Pontuação | Pontuação | Pontuação | Pontuação | Pontuação | Pontuação | Pontuação | Pontuação           | Posição             | Pontuação | Posição   |
| ----------------------- | -------------- | --------- | --------- | --------- | --------- | --------- | --------- | --------- | --------- | --------- | --------- | --------- | --------- | ------------------- | ------------------- | --------- | --------- |
| Diogo Costa Pedro Costa | 470 masculino  | 13        | 10        | 15        | 8         | 1         | 13        | 10        | 16        | 12        | 17        |           |           | Não se qualificaram | Não se qualificaram | 104       | 15° lugar |
| José Costa Jorge Lima   | 49er masculino | 11        | 6         | 9         | 6         | 7         | UFD       | 5         | 10        | 1         | 11        | 4         | 4         | 22/ OCS             | 10º lugar           | 94        | 7º lugar  |

| Atleta        | Prova                 | Regata 1  | Regata 2  | Regata 3  | Regata 4  | Regata 5  | Regata 6  | Regata 7  | Regata 8  | Regata 9  | Regata 10 | Medal Race        | Total             | Posição           | Total     | Total     |
| Atleta        | Prova                 | Pontuação | Pontuação | Pontuação | Pontuação | Pontuação | Pontuação | Pontuação | Pontuação | Pontuação | Pontuação | Pontuação         | Total             | Posição           | Pontuação | Posição   |
| ------------- | --------------------- | --------- | --------- | --------- | --------- | --------- | --------- | --------- | --------- | --------- | --------- | ----------------- | ----------------- | ----------------- | --------- | --------- |
| Carolina João | Laser Radial Feminino | 32        | 34        | 28        | 30        | 36        | 13        | 26        | 31        | 21        | 14        | Não se qualificou | Não se qualificou | Não se qualificou | 229       | 34° lugar |

Legenda
| Recorde mundial      | Recorde mundial (World record)               |                       | Recorde africano                      | Recorde africano (African) |                                           | Q | Classificado por posição (Qualified) |
| Recorde olímpico     | Recorde olímpico (Olympic record)            | Recorde da América    | Recorde da América (Americas)         | q                          | Classificado por melhor tempo (Qualified) |   |                                      |
| Melhor marca do ano  | Melhor marca do ano (World leading)          | Recorde asiático      | Recorde asiático (Asian)              | DNS                        | Não largou (Did not start)                |   |                                      |
| Recorde nacional     | Recorde nacional (National record)           | Recorde europeu       | Recorde europeu (European)            | DNF                        | Não terminou (Did not finish)             |   |                                      |
| Recorde pessoal      | Recorde pessoal do atleta (Personal best)    | Recorde da Oceania    | Recorde da Oceania (Oceania)          | DSQ / DQ                   | Desclassificado (Disqualified)            |   |                                      |
| Recorde da temporada | Recorde da temporada do atleta (Season best) | Recorde sul-americano | Recorde sul-americano (South America) | NM                         | Sem marca (No mark)                       |   |                                      |

### Vela
| M   | Regata da Medalha da qual só participam os dez primeiros colocados das regatas anteriores  |  |  | CAN | Regata cancelada |
| BFD | Desclassificado por bandeira preta (Black Flag Disqualified)                               |  |  |     |                  |
| UFD | Desclassificado por bandeira "U" (U Flag Disqualified)                                     |  |  |     |                  |
| OCS | Largada queimada (On the Course Side of the starting line)                                 |  |  |     |                  |
| DNE | Desclassificação sem eliminação (infração a um item do regulamento da prova – Did Not End) |  |  |     |                  |